# York, Alabama
York là một thành phố thuộc quận Sumter, tiểu bang Alabama, Hoa Kỳ. Dân số năm 2009 là 2477 người, mật độ đạt 139 người/km².